# Großer Preis von Argentinien 1997
Der Große Preis von Argentinien 1997 (offiziell XX Gran Premio Marlboro de la Republica Argentina) fand am 13. April auf dem Autódromo Oscar Alfredo Gálvez in Buenos Aires statt und war das dritte Rennen der Formel-1-Weltmeisterschaft 1997.

## Bericht

### Hintergrund
Wenn man die Indianapolis 500 zwischen 1950 und 1960 dazu zählt, war das der 600. Formel-1-Grand-Prix.
Nach dem Großen Preis von Brasilien führten David Coulthard und Jacques Villeneuve punktgleich die Fahrerwertung mit einem Punkt vor Gerhard Berger an. In der Konstrukteurswertung führte McLaren-Mercedes mit sieben Punkten vor Williams-Renault und Benetton-Renault. 
Das Gesprächsthema an diesem Wochenende waren Eddie Irvine und Heinz-Harald Frentzen aufgrund deren schlechten Leistungen bisher. Auch wenn Frentzen beim Rennen in Australien lange Zeit führte und nur durch einen Bremsdefekt gestoppt wurde, begannen die Ersten an seinen Fähigkeiten zu zweifeln. Bei Irvine war die Sachlage noch prekärer, da er bei beiden vorangegangenen Rennen für einen Unfall sorgte. Bedingt dadurch forderte sogar die italienische Presse eine Entlassung des kontroversen Nordiren. 
Die beiden Williams-Piloten Villeneuve und Frentzen reisten angeschlagen an: Villeneuve zog sich eine Lebensmittelvergiftung zu und Frentzen laborierte an einer Grippe.
Des Weiteren war der Lola-Teamchef Eric Broadley sehr zuversichtlich, beim nächsten Rennen in San Marino mit einem neuen Hauptsponsor anzutreten können, wozu es jedoch nicht mehr kommen sollte. 
Williams setzte nach 1996 wieder eine Servolenkung ein. Neben Williams setzte nur das Benetton-Team eine Servolenkung für ihre Autos ein.
Jordan bestritt seinen 100. Grand Prix.
Mit Damon Hill (zweimal) trat ein ehemaliger Sieger zu diesem Grand Prix an.

### Training
Vor dem Rennen fanden zwei Trainingseinheiten statt: Die erste am Freitagmorgen und die zweite am Samstagmorgen.
Beim ersten freien Training am Freitag holte sich Villeneuve mit einer Zeit von 1:25,755 Minuten vor dem Stewart von Rubens Barrichello, der rund eine Sekunde hinter Villeneuve lag, den ersten Platz. Alle Fahrer lagen innerhalb von sechs Sekunden.
Beim zweiten freien Training am Samstag konnte sich Frentzen mit einer Sekunde Vorsprung auf seinem Teamkollegen Villeneuve die Bestzeit sichern. Alle Fahrer lagen innerhalb von fünf Sekunden.

### Qualifying
Das Qualifying wurde von den Williams dominiert. Villeneuve konnte sich seine sechste, für das Williams-Team die 100. sowie für den Motorenhersteller Renault die 125. Pole-Position sichern. Zweiter wurde Frentzen. Als Dritter konnte sich überraschenderweise Olivier Panis mit seinem Prost qualifizieren.

### Warm-Up
Die Fahrer gingen am Sonntagmorgen zu einer 30-minütigen Aufwärmsitzung auf die Strecke. Williams konnte ihre deutliche Überlegenheit erneut unter Beweis stellen, Villeneuve lag nur 13 Tausendstel vor seinem deutschen Teamkollegen auf dem ersten Platz. Einzig Mika Salo im Tyrrell lag über 1:30. Beachtlich war, dass alle Fahrer innerhalb von zweieinhalb Sekunden lagen.

### Rennen
Nach dem Start konnte Villeneuve seine Führung behaupten und begann, sich vom Verfolgerfeld abzusetzen. Doch nur kurz später sollte sich zeigen, dass seine Mühen umsonst waren, denn Michael Schumacher, der durch austretendes Öl von Frentzens Auto behindert wurde, krachte beinahe in Panis. Doch dieser wich aus und verlor mehrere Plätze. Michael Schumacher hingegen verursachte dennoch einen Unfall mit Barrichello, indem der Deutsche ins Heck des Stewart fuhr, wodurch sich Barrichello drehte. Der Brasilianer konnte das Rennen nach einem Reparaturstopp fortsetzen, Michael Schumacher musste aufgeben. Ebenfalls im Chaos aufgeben musste Coulthard, da er ebenfalls ins Heck eines anderen Autos, diesmal Ralf Schumachers Jordan, fuhr und seinen linken Vorderreifen verlor.
Durch die zwei liegen gebliebenen Autos musste das Safety-Car ausrücken. Zunächst wurde die rote Flagge geschwenkt, was sich später als Irrtum herausstellte. Nach dem Rennen belegte die FIA den Veranstalter mit einer Geldstrafe in Höhe von 10.000 Dollar wegen der unautorisierten Nutzung der roten Flagge. Nach vier Runden wurde das Rennen wieder freigegeben und Villeneuve konnte sich erneut vom restlichen Feld absetzen. Kurz nach dem Restart musste Frentzen dann mit einem Kupplungsschaden aufgeben. Panis lag nun auf Platz zwei, das Team machte sich mittlerweile Hoffnungen auf eine Podiumsplatzierung. Doch in Runde 18 platzte der Traum, denn Panis schied mit Problemen am Gaspedal aus. Vorher kollidierten Alesi und Hill im Kampf um Platz 7, woraufhin beide viele Plätze verloren, aber weiter fahren konnten.
In Runde 24 kollidierten die beiden Jordan miteinander, in dessen Folge mit Giancarlo Fisichella einer der beiden aufgeben musste. Der amtierende Weltmeister Hill schied erneut im Arrows aus, der Grund war dieses Mal ein Motorschaden. 
Villeneuve konnte, obwohl sich Irvine rasant näherte, seine Führung erfolgreich bis zum Ende behaupten und gewann damit das Rennen. Auf Platz drei folgte Ralf Schumacher, welcher in seinem dritten Rennen erstmals aufs Podium fuhr. Bei dessen Zieldurchfahrt kam es zu einer Kontroverse, da das Jordan-Team nicht zur Wand der Box rannte, um die Zieleinfahrt zu feiern. Als offizieller Grund wurde angegeben, seit dem Rennen in Ungarn 1995 nicht mehr an der Boxenwand zu erscheinen, wenn ein Fahrer auf Platz drei läge. Bei diesem Rennen war nämlich Barrichello, der damals noch bei Jordan fuhr, auf Platz drei, konnte aber seinen Platz nicht bis zum Ziel halten. Es zeigte sich, dass das Team dennoch feierte, wenn ein Fahrer auf Platz drei liegt. Dadurch bedingt verstärkten sich die Gerüchte, dass es aufgrund des Unfalls zwischen Fisichella und Schumacher zu keiner Feier kam. Später meinte Eddie Jordan, dass er mit der jetzigen Fahrerkonstellation zufrieden sei und er die beiden gegen kein anderes Duo tauschen wolle. Die restlichen Punkteplatzierungen belegten Johnny Herbert, Mika Häkkinen und Berger. 
Mit dem sensationellen zweiten Platz verdünnten sich die Gerüchte rund um die geplante Entlassung Irvines. Jedoch sorgte eine kleine Panne beim Podium für einen Eklat, als statt des britischen Union Jack die irische Fahne wehte. Irvine, der sich selbst als Ire sieht, jedoch als Nordire den britischen Pass besitzt, wurde von britischen Loyalisten als Verräter bezeichnet. Irvine selbst fragte bei der FIA, ob man bei einer weiteren Podiumszeremonie anstelle des Union Jacks eine weiße Fahne mit einem Shamrock darauf verwenden dürfte. Die FIA jedoch bestand auf der britischen Fahne.
Berger sicherte sich mit 1:27,981 Minuten die schnellste Runde.
In der Fahrerwertung übernahm Villeneuve die alleinige Führung vor den nun punktgleichen Coulthard und Berger. In der Konstrukteurswertung übernahm Williams-Renault die Führung vor McLaren-Mercedes. Ferrari verdrängte Benetton-Renault von Platz drei.

## Meldeliste
| Team                        | Nr. | Fahrer                | Chassis        | Motor                 | Reifen |
| --------------------------- | --- | --------------------- | -------------- | --------------------- | ------ |
| Danka Arrows Yamaha         | 01  | Damon Hill            | Arrows A18     | Yamaha 3.0 V10        | B      |
| Danka Arrows Yamaha         | 02  | Pedro Diniz           | Arrows A18     | Yamaha 3.0 V10        | B      |
| Rothmans Williams Renault   | 03  | Jacques Villeneuve    | Williams FW19  | Renault 3.0 V10       | G      |
| Rothmans Williams Renault   | 04  | Heinz-Harald Frentzen | Williams FW19  | Renault 3.0 V10       | G      |
| Scuderia Ferrari Marlboro   | 05  | Michael Schumacher    | Ferrari F310B  | Ferrari 3.0 V10       | G      |
| Scuderia Ferrari Marlboro   | 06  | Eddie Irvine          | Ferrari F310B  | Ferrari 3.0 V10       | G      |
| Mild Seven Benetton Renault | 07  | Jean Alesi            | Benetton B197  | Renault 3.0 V10       | G      |
| Mild Seven Benetton Renault | 08  | Gerhard Berger        | Benetton B197  | Renault 3.0 V10       | G      |
| West McLaren Mercedes       | 09  | Mika Häkkinen         | McLaren MP4/12 | Mercedes-Benz 3.0 V10 | G      |
| West McLaren Mercedes       | 10  | David Coulthard       | McLaren MP4/12 | Mercedes-Benz 3.0 V10 | G      |
| B&H Total Jordan Peugeot    | 11  | Ralf Schumacher       | Jordan 197     | Peugeot 3.0 V10       | G      |
| B&H Total Jordan Peugeot    | 12  | Giancarlo Fisichella  | Jordan 197     | Peugeot 3.0 V10       | G      |
| Prost Gauloises Peugeot     | 14  | Olivier Panis         | Prost JS45     | Mugen-Honda 3.0 V10   | B      |
| Prost Gauloises Peugeot     | 15  | Shinji Nakano         | Prost JS45     | Mugen-Honda 3.0 V10   | B      |
| Red Bull Sauber Petronas    | 16  | Johnny Herbert        | Sauber C16     | Petronas 3.0 V10      | G      |
| Red Bull Sauber Petronas    | 17  | Nicola Larini         | Sauber C16     | Petronas 3.0 V10      | G      |
| Tyrrell                     | 18  | Jos Verstappen        | Tyrrell 025    | Ford ED4 3.0 V8       | G      |
| Tyrrell                     | 19  | Mika Salo             | Tyrrell 025    | Ford ED4 3.0 V8       | G      |
| Minardi Team                | 20  | Ukyō Katayama         | Minardi M197   | Hart 3.0 V8           | B      |
| Minardi Team                | 21  | Jarno Trulli          | Minardi M197   | Hart 3.0 V8           | B      |
| Stewart Ford                | 22  | Rubens Barrichello    | Stewart SF01   | Ford Zetec-R 3.0 V10  | B      |
| Stewart Ford                | 23  | Jan Magnussen         | Stewart SF01   | Ford Zetec-R 3.0 V10  | B      |

## Klassifikation

### Qualifying
| Pos.                                                                       | Fahrer                | Konstrukteur      | Zeit     | Start |
| -------------------------------------------------------------------------- | --------------------- | ----------------- | -------- | ----- |
| 01                                                                         | Jacques Villeneuve    | Williams-Renault  | 1:24,473 | 01    |
| 02                                                                         | Heinz-Harald Frentzen | Williams-Renault  | 1:25,271 | 02    |
| 03                                                                         | Olivier Panis         | Prost-Mugen-Honda | 1:25,491 | 03    |
| 04                                                                         | Michael Schumacher    | Ferrari           | 1:25,773 | 04    |
| 05                                                                         | Rubens Barrichello    | Stewart-Ford      | 1:25,942 | 05    |
| 06                                                                         | Ralf Schumacher       | Jordan-Peugeot    | 1:26,218 | 06    |
| 07                                                                         | Eddie Irvine          | Ferrari           | 1:26,327 | 07    |
| 08                                                                         | Johnny Herbert        | Sauber-Petronas   | 1:26,564 | 08    |
| 09                                                                         | Giancarlo Fisichella  | Jordan-Peugeot    | 1:26,619 | 09    |
| 10                                                                         | David Coulthard       | McLaren-Mercedes  | 1:26,799 | 10    |
| 11                                                                         | Jean Alesi            | Benetton-Renault  | 1:27,076 | 11    |
| 12                                                                         | Gerhard Berger        | Benetton-Renault  | 1:27,259 | 12    |
| 13                                                                         | Damon Hill            | Arrows-Yamaha     | 1:27,281 | 13    |
| 14                                                                         | Nicola Larini         | Sauber-Petronas   | 1:27,690 | 14    |
| 15                                                                         | Jan Magnussen         | Stewart-Ford      | 1:28,035 | 15    |
| 16                                                                         | Jos Verstappen        | Tyrrell-Ford      | 1:28,094 | 16    |
| 17                                                                         | Mika Häkkinen         | McLaren-Mercedes  | 1:28,135 | 17    |
| 18                                                                         | Jarno Trulli          | Minardi-Hart      | 1:28,160 | 18    |
| 19                                                                         | Mika Salo             | Tyrrell-Ford      | 1:28,224 | 19    |
| 20                                                                         | Shinji Nakano         | Prost-Mugen-Honda | 1:28,366 | 20    |
| 21                                                                         | Ukyō Katayama         | Minardi-Hart      | 1:28,413 | 21    |
| 22                                                                         | Pedro Diniz           | Arrows-Yamaha     | 1:28,696 | 22    |
| 107-Prozent-Zeit: 1:30,386 min (bezogen auf die Bestzeit von 1:24,473 min) |                       |                   |          |       |

### Rennen
| Pos. | Fahrer                | Konstrukteur      | Runden | Stopps | Zeit        | Start | Schnellste Runde |
| ---- | --------------------- | ----------------- | ------ | ------ | ----------- | ----- | ---------------- |
| 01   | Jacques Villeneuve    | Williams-Renault  | 72     | 3      | 1:52:01,715 | 01    | 1:28,028 (54.)   |
| 02   | Eddie Irvine          | Ferrari           | 72     | 2      | + 0,979     | 07    | 1:28,473 (63.)   |
| 03   | Ralf Schumacher       | Jordan-Peugeot    | 72     | 1      | + 12,089    | 06    | 1:28,382 (56.)   |
| 04   | Johnny Herbert        | Sauber-Petronas   | 72     | 2      | + 29,919    | 08    | 1:29,296 (62.)   |
| 05   | Mika Häkkinen         | McLaren-Mercedes  | 72     | 1      | + 30,351    | 17    | 1:29,076 (58.)   |
| 06   | Gerhard Berger        | Benetton-Renault  | 72     | 1      | + 31,393    | 12    | 1:27,981 (63.)   |
| 07   | Jean Alesi            | Benetton-Renault  | 72     | 1      | + 46,359    | 11    | 1:28,827 (33.)   |
| 08   | Mika Salo             | Tyrrell-Ford      | 71     | 2      | + 1 Runde   | 19    | 1:29,931 (62.)   |
| 09   | Jarno Trulli          | Minardi-Hart      | 71     | 1      | + 1 Runde   | 18    | 1:30,593 (53.)   |
| 10   | Jan Magnussen         | Stewart-Ford      | 66     | 3      | + 6 Runden  | 15    | 1:29,834 (48.)   |
| –    | Nicola Larini         | Sauber-Petronas   | 63     | 2      | DNF         | 14    | 1:28,410 (46.)   |
| –    | Pedro Diniz           | Arrows-Yamaha     | 50     | 1      | DNF         | 22    | 1:31,111 (42.)   |
| –    | Shinji Nakano         | Prost-Mugen-Honda | 49     | 2      | DNF         | 20    | 1:29,865 (40.)   |
| –    | Jos Verstappen        | Tyrrell-Ford      | 43     | 1      | DNF         | 16    | 1:29,541 (43.)   |
| –    | Ukyō Katayama         | Minardi-Hart      | 37     | 0      | DNF         | 21    | 1:31,869 (29.)   |
| –    | Damon Hill            | Arrows-Yamaha     | 33     | 0      | DNF         | 13    | 1:30,649 (23.)   |
| –    | Giancarlo Fisichella  | Jordan-Peugeot    | 24     | 0      | DNF         | 09    | 1:30,278 (19.)   |
| –    | Rubens Barrichello    | Stewart-Ford      | 24     | 0      | DNF         | 05    | 1:29,913 (23.)   |
| –    | Olivier Panis         | Prost-Mugen-Honda | 18     | 0      | DNF         | 03    | 1:29,090 (08.)   |
| –    | Heinz-Harald Frentzen | Williams-Renault  | 5      | 0      | DNF         | 02    | 1:31,832 (05.)   |
| –    | Michael Schumacher    | Ferrari           | 0      | 0      | DNF         | 04    | –                |
| –    | David Coulthard       | McLaren-Mercedes  | 0      | 0      | DNF         | 10    | –                |

## WM-Stände nach dem Rennen
Die ersten sechs des Rennens bekamen 10, 6, 4, 3, 2 bzw. 1 Punkt(e).

### Fahrerwertung
| Pos. | Fahrer             | Konstrukteur      | Punkte |
| ---- | ------------------ | ----------------- | ------ |
| 01   | Jacques Villeneuve | Williams-Renault  | 20     |
| 02   | David Coulthard    | McLaren-Mercedes  | 10     |
| 03   | Gerhard Berger     | Benetton-Renault  | 10     |
| 04   | Mika Häkkinen      | McLaren-Mercedes  | 9      |
| 05   | Michael Schumacher | Ferrari           | 8      |
| 06   | Eddie Irvine       | Ferrari           | 6      |
| 07   | Olivier Panis      | Prost-Mugen-Honda | 6      |
| 08   | Ralf Schumacher    | Jordan-Peugeot    | 4      |
| 09   | Johnny Herbert     | Sauber-Petronas   | 3      |
| 10   | Jean Alesi         | Benetton-Renault  | 1      |
| 11   | Nicola Larini      | Sauber-Petronas   | 1      |

| Pos. | Fahrer                | Konstrukteur      | Punkte |
| ---- | --------------------- | ----------------- | ------ |
| 12   | Shinji Nakano         | Prost-Mugen-Honda | 0      |
| 13   | Heinz-Harald Frentzen | Williams-Renault  | 0      |
| 14   | Mika Salo             | Tyrrell-Ford      | 0      |
| 15   | Giancarlo Fisichella  | Jordan-Peugeot    | 0      |
| 16   | Jarno Trulli          | Minardi-Hart      | 0      |
| 17   | Pedro Diniz           | Arrows-Yamaha     | 0      |
| 18   | Jan Magnussen         | Stewart-Ford      | 0      |
| 19   | Jos Verstappen        | Tyrrell-Ford      | 0      |
| 20   | Damon Hill            | Arrows-Yamaha     | 0      |
| 21   | Ukyō Katayama         | Minardi-Hart      | 0      |
| –    | Rubens Barrichello    | Stewart-Ford      | 0      |

### Konstrukteurswertung
| Pos. | Konstrukteur      | Punkte |
| ---- | ----------------- | ------ |
| 01   | Williams-Renault  | 20     |
| 02   | McLaren-Mercedes  | 19     |
| 03   | Ferrari           | 14     |
| 04   | Benetton-Renault  | 11     |
| 05   | Prost-Mugen-Honda | 6      |
| 06   | Sauber-Petronas   | 4      |

| Pos. | Konstrukteur   | Punkte |
| ---- | -------------- | ------ |
| 06   | Jordan-Peugeot | 4      |
| 07   | Tyrrell-Ford   | 0      |
| 08   | Minardi-Hart   | 0      |
| 09   | Arrows-Yamaha  | 0      |
| 10   | Stewart-Ford   | 0      |
| –    | Lola-Ford      | 0      |